# Сонячне затемнення 14 грудня 2020 року
Сонячне затемнення 14 грудня 2020 року — повне сонячне затемнення 142 саросу, яке найкраще буде видно в південно-східній частині Тихого океану, Чилі, Аргентині, на півдні Атлантичного океану, а також на південному заході Африки.
Максимальна фаза затемнення складе 1,0254, а максимальна тривалість повної фази — 2 хв 10 сек.
Це затемнення є повторенням через сарос повного сонячного затемнення 4 грудня 2002 року. Наступне затемнення цього саросу відбудеться 26 грудня 2038 року.
Повна фаза затемнення пройде через територію Аргентини і Чилі приблизно через 1 рік і 5 місяців після повного затемнення 2 липня 2019 року.
Основні населені пункти, де можна буде спостерігати повне затемнення:
| Населений пункт    | Час UTC  | Η     | Тривалість |
| Темуко             | 16:02:32 | 72,0° | 31 с       |
| Вільяррика         | 16:03:49 | 71,9° | 2 хв 09    |
| Хунін-де-лос-Андес | 16:06:47 | 72,0° | 1 хв 21    |
| П'єдра дель Агіла  | 16:08:53 | 72,3° | 1 хв 52    |
| Сьєрра-Колорада    | 16:14:02 | 72,5° | 1 хв 52    |
| Вальчета           | 16:17:23 | 72,6° | 2 хв 09    |
| Сан-Антоніо-Оесте  | 16:19:53 | 72,5° | 1 хв 58    |

## Зображення
Анімація ходу затемнення